# Skäftesfall
Skäftesfall är en sjö i Vetlanda kommun i Småland och ingår i Emåns huvudavrinningsområde. Sjön är 2 meter djup, har en yta på 0,021 kvadratkilometer och befinner sig 248 meter över havet.